# Пронь Ігор Іванович
Пронь Ігор Іванович (1942—1984) — нар. в с. Старе Село, Любачівського р-ну. Ряшівського повіту (Польща) — диригент, композитор, педагог, громадський діяч.

## Життєпис
Народився у багатодітній сім'ї селянина-середняка. З раннього дитинства Ігор Іванович був оточений піснею. Мати Марія Михайлівна Напора мала надзвичайної краси голос. Зрештою співочою була вся родина. В сім'ї змалечку займалися освітою та вихованням дітей. Така атмосфера позитивно впливала на музичне обдарування маленького хлопчика і на все життя заклала в ньому любов до рідної пісні, до рідного краю.
Під час операції «Вісла» сім'я Пронів була депортована в Україну до села Михальче, Городенківського р-ну Станиславівської області. Тут Ігор здобув загальну освіту, першим вчителем музики Проня був його дядько Іван Напора. До сьомого класу Ігор Пронь навчався у своєму селі, а подальшу освіту продовжив у школі № 1, Городенка, де також займався у вчителя Сімко по класу скрипки.
У 1962 році Ігор Іванович закінчив Львівське музично-педагогічне училище, де вже більш професійно почав займатися музикою. Після закінчення цього навчального закладу Ігор Пронь працював завучем Шумської музичної школи, викладав у Бродівському педагогічному училищі керував хором РБК. Під час навчання в педагогічному училищі познайомився із своєю майбутньою дружиною Марією Андріївною Смуш з якою одружився у липні 1963 року.
Працював у Бродівському та Кременецькому педагогічних училищах, Шумській музичній школі, Кременецькому РБК, Тернопільському педагогічному інституті.
За час своєї педагогічної діяльності Ігор заснував та дав дорогу у світ ряду мистецьких колективів. Серед них: чоловічий вокальний квартет «Кремінь» та фольклорний ансамбль «Гуслярі» при Кременецькому РБК, хор медичних працівників при Кременецькій районній лікарні. За період творчої діяльності працював художнім керівником і диригентом хору Львівської політехніки та Тернопільського педагогічного інституту.
Пронь проявив себе не лише як диригент, але й як самодіяльний композитор. В його доробку ряд творів на слова І. Блажкевич, Демківа, Павличка. Він є автором обробок народних пісень та аранжувань, сифонічно-хорових творів, творів для хору та оркестру народних інструментів. Окрім творчої сфери, Ігор Іванович був науковцем, працюючи над кандидатською дисертацією в галузі хорового диригування. Є автором багатьох програм з спеціальних музичних дисциплін, спеціалізованих мистецьких курсів.

### Навчання в консерваторії
З метою підвищення освітнього рівня, диригентської майстерності та розвитку свого музичного обдарування, 1965 року Ігор Іванович вступає на диригентський факультет до Львівської державної консерваторії ім. Лисенка, де можна було здобути професійну музичну освіту. Тут він поринає у світ хорової музики та диригентського мистецтва.
Наставниками та вчителями у консерваторії були С. Людкевич, М. Колесса, А. Кос-Анатольський, Є. Вахняк. Скрупульозно вивчаючи музично-теоретичні предмети, історію музики, практикуючи диригентські навички Ігор Іванович зміг сповна розкрити у свій талант самобутнього композитора. Тоді ж захопився і науковою роботою в СМТ по дослідженню творчості композитора М. Коляди, що лягло в основу написання дипломної роботи.

### Керівник хорової капелиТернопільського педагогічного інституту
1964 року почав працювати у Кременецькому педінституті на посаді керівника хору і художньої самодіяльності. Активізувавши культурно-мистецьке життя колективів, диригент дав їм нове життя, і вже цього ж року хор кременецького педінституту брав участь у республіканському фестивалі, присвяченому 150-річчю від дня народження Шевченка. Вперше, став дипломантом обласного фестивалю, в репертуарі колективу були такі твори як «Сонце заходить» Роздольського, «Чуєш, брате мій» Стеценка, «Пісня про щастя» Цегляра, «Заповіт» Ревуцького.
Через рік міняє місце роботи, проте, через 10 років знову стає керівником хорової капели цього навчального закладу вже у Тернополі.
Хорова капела Тернопільського педагогічного інституту під керівництвом Проня, а також інші створені ним колективи, була неодноразовим учасником урочистих заходів інституту, міста і області, республіканських та всесоюзних фестивалів художньої самодіяльності. Серед них: фестиваль «Брестська весна», конференції, місця бойової слави. На Всесоюзному фестивалі самодіяльної художньої творчості колектив нагороджений дипломом І ступеня. 1974 року на фестивалі в Болгарії хор став володарем срібної медалі.
У зв'язку з політичною ситуацією в ті часи, хорові колективи змушені були виконувати і номенклатурну музику, яка була обов'язковою на кожному дійстві чи концерті. Проте, незважаючи на це, репертуар хорової капели Тернопільського педагогічного інституту поповнювався перлинами світової і вітчизняної музики: «Вечірня пісня» Г. Перселла, «И вновь продолжается бой» О. Пахмутової, болгарська народна пісня «Хубава си моя горо», латвійська народна пісня «Вій, вітерець», «Серенада» С. Танєєва, «Садок вишневий коло хати» А. Вахнянина, «Чарівна скрипка» І. Поклада, «Пряля» М. Леонтовича.

### Кременецький період життя
Окремої уваги заслуговує діяльність Ігоря Івановича Проня при Кременецькому районному будинку культури. У Кременці Ігорем Івановичем також був створений хор медичних працівників при районній лікарні. Спеціально для капели було написано декілька авторських творів «Лікарю наш» на сл. О. Зелінського, «Пісня про Кременець» на сл. П. Ємець.
Підносячи національну культуру на новий рівень розвитку було створено оригінальний і неповторний для того часу ансамбль «Гуслярі» та чоловічий вокальний квартет «Кремінь», октет, інші малі форми. Корреспондент Титарчук у газеті «Прапор перемоги» від 14 серпня 1971 року пише: «Мабуть, рідко хто з кременчан не чув виступу чоловічого вокального квартету Кремінь, який уже став улюбленцем багатьох шанувальників пісні. Ігор Пронь, Євген Лірський, Микола Сапіга та Анатолій Бродін зарекомендували себе чудовими себе чудовими виконавцями.
За два роки свого існування квартет брав участь більш як у 180 концертах. Його знають у Тернополі, Заложцях, Білорусі, та Волині. Побував наш „Кремінь“ у с. Колодяжне, співав на могилі Л. Українки відому пісню композитора М. Леонтовича „Козака несуть“. Ті, хто побував на концертних виступах квартету обов'язково захочуть побувати ще і ще. Де б не виступав квартет, завжди має великий успіх. Його нагороджують громом оплесків, висловлюють свої побажання нових успіхів у творчій праці».

### Науково-педагогічна діяльність
Старший викладач кафедри музики і образотворчого мистецтва, підписаної ректором Бутницьким (1984) так характеризує Проня: 
За час роботи проявив себе як висококваліфікований викладач музично-хорових дисциплін, дослідник хорового мистецтва, талановитий диригент, самодіяльний композитор, вмілий організатор навчально-виховного процесу. Він розробив тексти лекцій і підготував методичні розробки для студентів за курсами «Методика музичного виховання», «Хорознавство», «Хоровий клас і практикум роботи з хором», «Диригування». Ініціативний в роботі, чесний, морально стійкий, користується авторитетом і повагою у колективу"
Наукове самовдосконалення Проня полягало в роботі над дисертацією «Хорове мистецтво як основа музичної підготовки студентів факультету ПВПК з додатковою спеціальністю музика». Результати досліджень по темі були представлені на республіканській науковій конференції в м. Миколаїв та на всесоюзній конференції у Мінську.
Було опубліковано тези доповіді, проекти програм по курсах «Хоровий клас і практикум роботи з хором», «Диригування», «Спеціальний інструмент» (баян, фортепіано). Створив новий навчальний план по музичних дисциплінах для факультетів ПВПК з додатковою спеціальністю музика. Пронь мав активні творчі взаємини з Анатолієм Авдієвським та Ніною Матвієнко.

### Композитор
Працюючи із самодіяльними та професійними хоровими колективами Ігор Пронь активно популяризував народну пісню. Будучи самобутнім композитором, він є автором низки пісень на слова І. Блажкевич, Б. Демківа, Д. Павличка, обробок хорових народних пісень та аранжувань, серед них «Ой ти горо кремінная», «Ой ти коню, сивий коню», «Виходила мати а високу гору».
Недописаною залишилася партитура симфонічно-хорової поеми «Гайдамаки». Існує велика кількість авторських оригінальних композицій на тексти місцевих авторів. Ігор Іванович безмежно полюбив кременецький край, якому присвятив кілька своїй творів.